# Legna Verdecia
Legna Verdecia Rodríguez (* 29. Oktober 1972 in Manzanillo) ist eine ehemalige kubanische Judoka. Sie war 1993 Weltmeisterin und 2000 Olympiasiegerin.

## Sportliche Karriere
1988 siegte sie in der Gewichtsklasse unter 45 kg bei den Panamerikanischen Meisterschaften. Verdecia trat danach bis 1991 meist im Superleichtgewicht bis 48 kg an. Bei den Judo-Weltmeisterschaften 1989 in Belgrad unterlag sie im Kampf um Bronze der Französin Cécile Nowak. 1990 war Verdecia Juniorenweltmeisterin und gewann bei den Panamerikanischen Meisterschaften. Bei den Judo-Weltmeisterschaften 1991 in Barcelona unterlag sie frühzeitig der Japanerin Ryōko Tamura, mit vier Siegen in der Hoffnungsrunde kämpfte sich Verdecia zur Bronzemedaille durch. Zwei Wochen nach den Weltmeisterschaften gewann sie vor heimischem Publikum in Havanna bei den Panamerikanischen Spielen.
Ab 1992 trat die 1,54 m große Legna Verdecia im Halbleichtgewicht bis 52 kg an. 1992 belegte Verdecia bei den Panamerikanischen Meisterschaften den dritten Platz. Bei den Olympischen Spielen 1992 in Barcelona standen erstmals Damen-Wettbewerbe im Judo auf dem Programm. Verdecia schied nach ihrem ersten Kampf aus. Im Jahr darauf bezwang sie im Finale der Judo-Weltmeisterschaften 1993 in Hamilton die spanische Olympiasiegerin von 1992 Almudena Muñoz. 1994 belegte sie den dritten Platz bei den Panamerikanischen Meisterschaften. 1995 bezwang sie im Finale der Panamerikanischen Spiele in Mar del Plata die Argentinierin Carolina Mariani. Im August 1995 belegte sie den dritten Platz bei der Universiade. Ebenfalls Dritte wurde sie bei den Judo-Weltmeisterschaften 1995 in Chiba: Nachdem sie im Halbfinale gegen Carolina Mariani verloren hatte, gewann sie den Kampf um Bronze gegen Almudena Muñoz. 1996 unterlag Verdecia im Halbfinale der Olympischen Spiele 1996 der Südkoreanerin Hyun Sook-hee, nach einem Sieg über Almudena Muñoz erhielt die Kubanerin die olympische Bronzemedaille. Drei Monate nach den Olympischen Spielen verlor sie gegen Carolina Mariani bei den Panamerikanischen Meisterschaften.
Anfang 1997 siegten die Kubanerinnen bei den Mannschaftsweltmeisterschaften. Im August gewann Verdecia die Panamerikanischen Meisterschaften. Bei den Judo-Weltmeisterschaften 1997 belegte sie den siebten Platz. 1998 gewannen die Kubanerinnen erneut die Mannschaftsweltmeisterschaften und Verdecia siegte bei den Panamerikanischen Meisterschaften. 1999 gewann sie die Universiade in Palma de Mallorca. Einen Monat später siegte sie bei den Panamerikanischen Spielen 1999 in Winnipeg zum dritten Mal. Bei den Judo-Weltmeisterschaften 1999 in Birmingham unterlag sie im Finale der Japanerin Noriko Narazaki. Narazaki und Verdecia standen auch im Finale der Olympischen Spiele 2000 in Sydney, nach 2:19 Minuten war die Kubanerin Olympiasiegerin. Ihre letzte internationale Medaille gewann Verdecia bei den Judo-Weltmeisterschaften 2001 in München. Nachdem sie im Viertelfinale gegen die Deutsche Raffaella Imbriani verloren hatte, sicherte sie sich durch einen Sieg über die Japanerin Yuki Yokosawa noch einmal eine Bronzemedaille.

## Kubanische Meistertitel
- Superleichtgewicht: 1989, 1990, 1991[2]
- Halbleichtgewicht: 1992, 1993, 1994, 1995, 1996, 1997, 1998, 1999